# 数学の未来
数学の自然の姿と個別の数学的な問題の将来への進行は広く議論される話題である。―現代数学についての過去の多くの予想は置き誤れるかまたはまったくの間違いであり続けてきた、そうなので今日の多くの予言が似たような経過をたどるかもしれないことを信じる理由がある。しかしながら、その対象はいまだひとつの重要性をもたらしそして多くの著名な数学者によって書かれてきた。典型的には、それらは特定の諸問題について直接的に努力する研究議題を定めるよう欲することにより、あるいは、数学の一般分野へ関係する下位学問分野のところの方法のひとつの明確化、更新、ならびに外挿への欲望により、動機づけられてきた。現在、過去、未来における特別な分野での進歩に対して圧力をかける議題の例は、フェリックス・クラインのエルランゲン・プログラム、ヒルベルトの23の問題、ラングランズ・プログラム、ミレニアム懸賞問題を含む。MSC2020においては、01Axx節 "History of mathematics and mathematicians"（数学と数学者の歴史）内のサブセクションである、01A67 "Future perspectives in mathematics"（数学における将来展望）で扱われる。
数学についての予測の精度は様々な広がりを持つ。そして技術のそれに非常に似たものになる。そうなので、以下の研究者によるその多くの予測が間違いに導くかもしくは真実でない方にひっくり返るかもしれないことを常に心がけることは重要である。

## 思索に対する動機と方法論
アンリ・ポアンカレが1908年に書いたものによれば、「数学の未来の予測の真の方法は、それ自体の歴史ならびに現在の状態の研究にある」。歴史的アプローチは、近い将来の予報の研究ならびに、どれだけ予測が正当かどうかを理解する技法の現在の状態と、それらを比較することからなりたちうる、例えば、ヒルベルトの問題の進歩の観察。どんな数学それ自体の分野の調査でも今不確かである：その分野の逸れた広がりは数学的知識管理（英語: mathematical knowledge management）の問題の発生を与える。

## 数学全般

### 準厳密数学
ドロン・ザイルバーガー（英語: Doron Zeilberger）は、コンピューターが大変強力になるので、数学で優勢な問題が証明することからそれを解くのにどれだけ費用がかかるか決めることに変わる時を考える：「大きな同一性のクラスとして、そしてたぶん定理のまさに別の種類のクラスは、定型処理的に証明できるようになる、私たちは、私たちがどうやって証明（もしくは反駁）を見つけるかを知ることができるものについての沢山の結果を目撃するかもしれない、しかし、そのような証明の発見についての支払いを、私たちはできないか、もしくは望まない、なぜならほとんど確実 （英: almost certainty）はそれだけ安価になりうるからである。私は、次のように読める、おおよそ2100の、ある論文の要約を見ることができる：「ある一定の精度の意味で、ゴールドバッハの予想は0.99999以上の確率をもって正しいこと、そしてそれの完全な真実には100億ドルの予算をもって決定できるだろうことを、私たちは示す。 」

## 諸分野
数学の異なる分野はとても異なった予言をもつ、たとえば、数学のあらゆる分野はコンピューターにより替えられるよう見られるうちに、コンピューターが人間を完全に置き換えるよう予言される幾つかの中で、その他の分野は人間の達成を助けるような技術の利用から利益を得るよう見られる。

### 純粋数学

#### 組み合わせ論
2001年に、ペーター・キャメロン（英: Peter Cameron）は、Combinetorics entering the third millenniumのなかで、組み合わせ論の将来についての予言をまとめた：

既存の傾向と将来の方向において幾つかの光をあててみよ。私は理由を四つのグループに分けた：コンピューターの影響力；組み合わせ論の精緻化の増大；それの他の残りの数学への結びつきの強化；社会における幅広い変化。何が明らかであるか、にもかかわらず、組み合わせ論は形式的な明細化において逃れるよう企て続けるだろう。

ベラ・バラバシは書いた：「ヒルベルト、私が思うに、（彼は）或る分野がもし問題の豊富さを有するならば、そのときに限りそれは活発である、と言った。それは確実に組み合わせ論をとても非常に活発にさせるところのものである。私は組み合わせ論が今後百年にわたって存在するだろうことを疑わない。それはまったく異なった分野になるだろう、しかしそれはなお単純に繁栄するだろう、なぜならそれはなお極めて多くの問題を有するから。」

#### 数理論理学
2000年に、集合論、計算機科学における数理論理学、および証明論を含んだ The Prospect For Mathematical Logic In The Twenty-First Century の中で、数理論理学が議論された。